# Паре, Жан
Жан Паре (фр. Jean Paré; 24 марта 1913 — неизвестно) — швейцарский баскетболист. Участник летних Олимпийских игр 1936 и 1948 годов.

## Биография
Жан Паре родился 24 марта 1913 года.
Играл в баскетбол за женевские «Уранию» и «Серветт».
В 1935 году участвовал в чемпионате Европы в Женеве, где сборная Швейцарии заняла 4-е место.
В 1936 году вошёл в состав сборной Швейцарии по баскетболу на летних Олимпийских играх в Берлине, поделившей 9-14-е места. Провёл 2 матча, набрал (по имеющимся данным) 2 очка в матче со сборной Канады.
В 1946 году участвовал в чемпионате Европы в Женеве, где швейцарцы заняли 5-е место. Провёл 2 матча, набрал 8 очков (по 4 в матчах со сборными Чехословакии и Бельгии).
В 1948 году вошёл в состав сборной Швейцарии по баскетболу на летних Олимпийских играх в Лондоне, занявшей 21-е место. Провёл 6 матчей, набрал 10 очков (по 4 в матчах со сборными Чехословакии и Китая, 2 — с Аргентиной).
Дата смерти неизвестна.